# Miss Universo Chile
Miss Universo Chile es el concurso de belleza femenina que elige a la representante de dicho país para competir en el certamen internacional de Miss Universo (fundado en 1952). La actual poseedora del título es Ignacia Inna Moll Bilbao, representante de la comuna de Vitacura, Región Metropolitana.

## Historia
Chile fue uno de los 30 países participantes en la primera edición de Miss Universo, llevada a cabo en Long Beach (California) el 28 de junio de 1952. Durante los primeros años, revistas como Zig-Zag y Ecran se encargaron de seleccionar a la representante chilena.
En los periodos 1969-1970 y 1976-1995 —lapsos en los que las representantes chilenas lograron ocho clasificaciones (1969, 1976, 1978, 1985, 1986, 1987, 1989 y 1990) y una corona (1987)—, la revista Paula se encargó de la franquicia y de organizar el concurso, que TVN transmitió a partir de 1976. Entre 1991 y 1994, la revista Paula y Canal 13 decidieron elegir conjuntamente a Miss Chile para Miss Universo y Miss Mundo.
En el periodo 1996-1997, una alianza entre la revista Caras y Megavisión mantuvo la franquicia. Canal 13 volvió a transmitir el certamen ininterrumpidamente desde 1998 hasta 2002. El empresario italiano Luciano Marocchino tuvo la franquicia chilena entre 2004 y 2006.
Luego de cuatro años de ausencia, el concurso resurgió en 2011. Marocchino perdió los derechos sobre la franquicia en 2015. Entre 2016 y 2018, Chilevisión se encargó de organizar y transmitir el certamen. Desde 2019, los derechos de elección fueron asignados a Principa SPA, a cargo de Eugenio Keno Manzur Galeb.

## Estadísticas
Hasta 2024, Chile ha participado en 61 de las 73 ediciones de Miss Universo, ha clasificado en quince ocasiones y ha ganado una vez, cuando Cecilia Bolocco fue coronada Miss Universo 1987.
En la edición de 1990, Uranía Haltenhoff, representante de Antofagasta, figuró entre los seis primeros lugares y se convirtió en la chilena mejor posicionada en la historia del concurso después de Cecilia Bolocco.
En la edición de 2024, Emilia Dides, representante de Vitacura, se convirtió en la candidata favorita del público mundial mediante el voto a través de Internet (People's Choice Award); obtuvo la última plaza en la final y llegó a formar parte del top 12. El carisma, simpatía y presencia en Instagram de la llamada «Reina del Pueblo» fueron clave en su clasificación, ganando un gran número de seguidores y obteniendo un amplio apoyo tanto de su país como de otras partes del mundo.

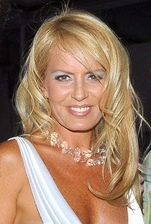
Cecilia Bolocco, Miss Chile y Miss Universo 1987

| Posición       | N.º | Año(s)                       |
| -------------- | --- | ---------------------------- |
| Miss Universo  | 1   | 1987                         |
| Finalistas     |     |                              |
| 1.ª            |     |                              |
| 2.ª            |     |                              |
| 3.ª            |     |                              |
| 4.ª            |     |                              |
| Semifinalistas |     |                              |
| Top 6          | 1   | 1990                         |
| Top 10         | 3   | 1985, 1986, 1989             |
| Top 12         | 3   | 1976, 1978, 2024             |
| Top 15         | 5   | 1958, 1961, 1968, 1969, 2004 |
| Top 16         | 1   | 1954                         |
| Top 20         | 1   | 2023                         |

## Ganadoras
Simbología
- La concursante ganó Miss Universo.
- La concursante fue finalista.
- La concursante fue semifinalista.

| Año  | Miss Universo Chile               | Región                         | Traje típico                                               | Resultado                                                 |
| ---- | --------------------------------- | ------------------------------ | ---------------------------------------------------------- | --------------------------------------------------------- |
| 1952 | Esther Saavedra Yoacham           | Metropolitana                  | ¿?                                                         | No clasificó. Premio a «La chica más popular del desfile» |
| 1953 | Chile no participó                | Chile no participó             | Chile no participó                                         | Chile no participó                                        |
| 1954 | Gloria Leguisos Mesina            | Antofagasta                    | Huasa tradicional                                          | Top 16                                                    |
| 1955 | Rosita Merello Catalán            | Antofagasta                    | ¿?                                                         | No clasificó                                              |
| 1956 | Concepción Obach Chacana          | Metropolitana                  | China de campo                                             | No clasificó                                              |
| 1957 | Chile no participó                | Chile no participó             | Chile no participó                                         | Chile no participó                                        |
| 1958 | Raquel Molina Urrutia             | Valparaíso                     | China de campo                                             | Top 15                                                    |
| 1959 | Chile no participó                | Chile no participó             | Chile no participó                                         | Chile no participó                                        |
| 1960 | Marinka Pohlhammer Espinoza       | Metropolitana                  | China de campo                                             | No clasificó                                              |
| 1961 | Gloria Silva Escobar              | Magallanes y Antártica Chilena | China de campo                                             | Top 15                                                    |
| 1962 | Chile no participó                | Chile no participó             | Chile no participó                                         | Chile no participó                                        |
| 1963 | Chile no participó                | Chile no participó             | Chile no participó                                         | Chile no participó                                        |
| 1964 | Patricia Herrera Cigna            | Valparaíso                     | China de campo                                             | No clasificó                                              |
| 1965 | Chile no participó                | Chile no participó             | Chile no participó                                         | Chile no participó                                        |
| 1966 | Stella Dunnage Roberts            | Biobío                         | ¿?                                                         | No clasificó                                              |
| 1967 | Ingrid Vila Riveros               | Antofagasta                    | Huasa tradicional                                          | No clasificó                                              |
| 1968 | Dánae Sala Sarradell              | Metropolitana                  | Pascuense                                                  | Top 15                                                    |
| 1969 | Mónica Larson Teuber              | Metropolitana                  | Huasa de salón                                             | Top 15                                                    |
| 1970 | Soledad Errázuriz García-Moreno   | Metropolitana                  | Huasa de salón                                             | No clasificó                                              |
| 1971 | Chile no participó                | Chile no participó             | Chile no participó                                         | Chile no participó                                        |
| 1972 | Consuelo Fernández de Olivares    | Metropolitana                  | Huaso                                                      | No clasificó                                              |
| 1973 | Jeanette Robertson Cleary         | Metropolitana                  | Pascuense                                                  | No clasificó. Miss Simpatía                               |
| 1974 | Rebeca González Ramírez           | Metropolitana                  | Pascuense                                                  | No clasificó                                              |
| 1975 | Raquel Argandoña de la Fuente     | Metropolitana                  | Huasa tradicional                                          | No clasificó                                              |
| 1976 | Verónica Sommer Mayer             | Los Lagos                      | Huasa de salón                                             | Top 12                                                    |
| 1977 | Priscilla Brenner Conrad          | Metropolitana                  | Mapuche                                                    | No clasificó                                              |
| 1978 | Mary Anne Müller Prieto           | Metropolitana                  | Pascuense                                                  | Top 12                                                    |
| 1979 | Cecilia Serrano Gildemeister      | Metropolitana                  | Huasa de salón                                             | No clasificó                                              |
| 1980 | Gabriela Campusano Puelma         | Valparaíso                     | Huasa de salón                                             | No clasificó                                              |
| 1981 | Soledad Hurtado Arellano          | Valparaíso                     | Mapuche                                                    | No clasificó                                              |
| 1982 | Jenny Purto Arab                  | Metropolitana                  | Personificación (cobre)                                    | No clasificó                                              |
| 1983 | Josefa Isensee Ugarte             | Metropolitana                  | Diablada de La Tirana                                      | No clasificó                                              |
| 1984 | Carol Bähnke Muñoz                | Valparaíso                     | Huasa de salón                                             | No clasificó                                              |
| 1985 | Claudia van Sint Jan del Pedregal | O'Higgins                      | Huaso                                                      | Top 10                                                    |
| 1986 | Mariana Villasante Aravena        | Metropolitana                  | Huasa de salón. 3.er Mejor Traje Nacional                  | Top 10                                                    |
| 1987 | Cecilia Bolocco Fonck             | Metropolitana                  | Mapuche                                                    | Miss Universo 1987                                        |
| 1988 | Verónica Romero Carvajal          | Valparaíso                     | Traje típico del Norte de Chile                            | No clasificó                                              |
| 1989 | Macarena Mina Garachena           | Metropolitana                  | Diablada de La Tirana                                      | Top 10                                                    |
| 1990 | Uranía Haltenhoff Nikiforos       | Antofagasta                    | Traje típico del Norte de Chile                            | Top 6                                                     |
| 1991 | Cecilia Alfaro Navarrete          | Metropolitana                  | Mapuche                                                    | No clasificó                                              |
| 1992 | Marcela Vacarezza Etcheverry      | Metropolitana                  | Mapuche                                                    | No clasificó                                              |
| 1993 | Savka Pollak Tomasevich           | Metropolitana                  | Pascuense                                                  | No clasificó                                              |
| 1994 | Constanza Barbieri Sanz           | Metropolitana                  | Mapuche                                                    | No clasificó                                              |
| 1995 | Paola Falcone Bacigalupo          | Metropolitana                  | La Quintrala                                               | No clasificó                                              |
| 1996 | Andrea L'Huillier Troncoso        | Metropolitana                  | Pascuense                                                  | No clasificó                                              |
| 1997 | Hetu'u Rapu Atan                  | Valparaíso                     | No cumplía con la edad mínima                              | No cumplía con la edad mínima                             |
| 1997 | Claudia Delpín Corssen            | Tarapacá                       | Diablada de La Tirana                                      | No clasificó                                              |
| 1998 | Claudia Arnello Reynolds          | Magallanes y Antártica Chilena | Traje típico del Norte de Chile                            | No clasificó                                              |
| 1999 | Andrea Muñoz Sessarego            | Metropolitana                  | Pascuense                                                  | No clasificó                                              |
| 2000 | Francesca Sovino Parra            | Valparaíso                     | Personificación (fiesta de la vendimia)                    | No clasificó                                              |
| 2001 | Carolina Gámez Gallardo           | Metropolitana                  | Personificación (hielos eternos de la Antártica)           | No clasificó                                              |
| 2002 | Nicole Rencoret Ladrón de Guevara | Metropolitana                  | Selk'nam (cuerpo pintado)                                  | No clasificó                                              |
| 2003 | Chile no participó                | Chile no participó             | Chile no participó                                         | Chile no participó                                        |
| 2004 | Gabriela Barros Tapia             | Valparaíso                     | Carmela de San Rosendo                                     | Top 15                                                    |
| 2005 | Renata Ruiz Pérez                 | Metropolitana                  | Pascuense                                                  | No clasificó                                              |
| 2006 | Belén Montilla Torreblanca        | Metropolitana                  | Mapuche                                                    | No clasificó                                              |
| 2007 | Chile no participó                | Chile no participó             | Chile no participó                                         | Chile no participó                                        |
| 2008 | Chile no participó                | Chile no participó             | Chile no participó                                         | Chile no participó                                        |
| 2009 | Chile no participó                | Chile no participó             | Chile no participó                                         | Chile no participó                                        |
| 2010 | Chile no participó                | Chile no participó             | Chile no participó                                         | Chile no participó                                        |
| 2011 | Vanessa Ceruti Vásquez            | Metropolitana                  | Minero de Chile                                            | No clasificó                                              |
| 2012 | Ana König Browne                  | Metropolitana                  | Padres de la Patria                                        | No clasificó                                              |
| 2013 | María Jesús Matthei Molina        | Metropolitana                  | Chinchinero                                                | No clasificó                                              |
| 2014 | Hellen Toncio Salazar             | O'Higgins                      | Huasa tradicional                                          | No clasificó                                              |
| 2015 | Belén Jerez Spuler                | Valparaíso                     | Personificación (hielos eternos de los Andes)              | No clasificó                                              |
| 2016 | Catalina Cáceres Ríos             | Metropolitana                  | Personificación (mito de Trentren Vilu y Caicai Vilu)      | No clasificó                                              |
| 2017 | Natividad Leiva Bello             | Metropolitana                  | Personificación (mito del Alicanto)                        | No clasificó                                              |
| 2018 | Andrea Díaz Nicolás               | Metropolitana                  | Selk'nam                                                   | No clasificó                                              |
| 2019 | Geraldine González Martínez       | Metropolitana                  | Personificación (flor de cerezo)                           | No clasificó                                              |
| 2020 | Daniela Nicolás Gómez             | Atacama                        | La Pincoya                                                 | No clasificó                                              |
| 2021 | Antonia Figueroa Alvarado         | Coquimbo                       | Palomita de La Ligua                                       | No clasificó. Premio Social Impact                        |
| 2022 | Sofía Depassier Sepúlveda         | Comunidad extranjera           | Personificación (desierto florido)                         | No clasificó. Miss Simpatía                               |
| 2023 | Celeste Viel Caballero            | Comunidad extranjera           | Cóndor                                                     | Top 20                                                    |
| 2024 | Emilia Dides Maffei               | Metropolitana                  | Personificación (Sábado gigante). 2.o Mejor Traje Nacional | Top 12                                                    |
| 2025 | Ignacia Moll Bilbao               | Metropolitana                  |                                                            |                                                           |

## Palmarés por región
| Triunfos | Región                                    | Años |
| -------- | ----------------------------------------- | --- |
| 38       | Metropolitana de Santiago                 | 1952, 1956, 1960, 1968, 1969, 1970, 1972, 1973, 1974, 1975, 1977, 1978, 1979, 1982, 1983, 1986, 1987, 1989, 1991, 1992, 1993, 1994, 1995, 1996, 1999, 2001, 2002, 2005, 2006, 2011, 2012, 2013, 2016, 2017, 2018, 2019, 2024, 2025. |
| 9        | Valparaíso                                | 1958, 1964, 1980, 1981, 1984, 1988, 2000, 2004, 2015. |
| 4        | Antofagasta                               | 1954, 1955, 1967, 1990. |
| 2        | Magallanes y la Antártica Chilena         | 1961, 1998. |
| 2        | Libertador Bernardo O'Higgins             | 1985, 2014. |
| 2        | Comunidad extranjera                      | 2022, 2023. |
| 1        | Biobío                                    | 1966. |
| 1        | Los Lagos                                 | 1976. |
| 1        | Tarapacá                                  | 1997. |
| 1        | Atacama                                   | 2020. |
| 1        | Coquimbo                                  | 2021. |
| 0        | Arica y Parinacota                        | |
| 0        | Aysén del General Carlos Ibáñez del Campo | |
| 0        | La Araucanía                              | |
| 0        | Los Ríos                                  | |
| 0        | Maule                                     | |
| 0        | Ñuble                                     | |

## Miss Paula y Miss Caras
Cuando organizaban el concurso, las revistas Paula (1976-1991) y Caras (1996) tenían una competencia paralela a Miss Chile, llamada igual que las publicaciones, que escogía a la ganadora de entre las mismas participantes al concurso principal. Algunas de las ganadoras representaron a Chile en otros concursos de belleza.
| Año  | Miss Paula                 | Notas                                                          |
| ---- | -------------------------- | -------------------------------------------------------------- |
| 1976 | Carla Polhammer            | -                                                              |
| 1977 | Paulina Leighton Palacios  | Ganadora del Reinado Internacional del Café 1979               |
| 1978 | Inés Rivera Pérez          | -                                                              |
| 1979 | Olivia Cuadra Morales      | -                                                              |
| 1980 | Mónica Salinas Ruiz        | Semifinalista del Miss Internacional 1980                      |
| 1981 | Ximena Acevedo Salazar     | -                                                              |
| 1982 | Lorena Valenzuela Silva    | Modelo                                                         |
| 1983 | Paulina Naso Romero        | -                                                              |
| 1984 | Dominique Raab Dezulovic   | Seleccionada chilena de vóleibol, jugó el Mundial de Perú 1982 |
| 1985 | Paulina Arellano Maira     | Modelo                                                         |
| 1986 | Patricia Olivari Mayer     | Modelo, hermana de Marlen Olivari                              |
| 1987 | Verena Schuck Dannenberg   | Concejal por Osorno                                            |
| 1988 | Carolina Vergara Balmaceda | Semifinalista en Miss Asia-Pacífico 1988                       |
| 1989 | Carolina Schacht Montaldo  | Miss Fotogénica en Miss Asia-Pacífico 1989                     |
| 1990 | Ivette Vergara Ulloa       | Animadora de televisión                                        |
| 1991 | Francisca Rivas            | -                                                              |
| Año  | Miss Caras                 | Notas                                                          |
| 1996 | Paula Salinas              | -                                                              |